# Pseudobiotus megalonyx
Pseudobiotus megalonyx is een soort in de taxonomische indeling van de beerdiertjes (Tardigrada).
Het diertje behoort tot het geslacht Pseudobiotus en behoort tot de familie Hypsibiidae. De wetenschappelijke naam van de soort werd voor het eerst geldig gepubliceerd in 1928 door Thulin.